# 보성 전씨
보성 전씨(寶城全氏)는 전라남도 보성군을 본관으로 하는 한국의 성씨이다.

## 역사
보성 전씨(寶城 全氏)의 시조는 조선 선조 때 문과에 급제하여 참의(參議)를 지낸 전영달(全穎達)로 알려져 있으며, 순조1년(1801) 식년시에서 음양과(陰陽科)에 급제한 전재검(全在儉, 1766년 丙戌生) 등 모두 12명의 과거 급제자가 있다.
2000년 현재 224가구 인구수 737명으로 집계되었다.